# نيستور فابيان كوريا
نيستور فابيان كوريا (بالإسبانية: Nestor Fabian Correa)‏ هو لاعب كرة قدم أوروغواياني في مركز الهجوم، ولد في 23 أغسطس 1974 في الأوروغواي. شارك مع منتخب الأوروغواي تحت 17 سنة لكرة القدم ومنتخب الأوروغواي تحت 20 سنة لكرة القدم ومنتخب الأوروغواي لكرة القدم. أما مع النوادي، فقد لعب مع جونبك هيونداي موتورز ونادي سانتانيكوس أسوشيتد ونادي ليفربول.

## وصلات خارجية
- نيستور فابيان كوريا على موقع الاتحاد الدولي (مؤرشف)  (الإنجليزية)
- نيستور فابيان كوريا على موقع دوري كوريا الجنوبية (الإنجليزية)
- نيستور فابيان كوريا على موقع قاعدة بيانات كرة القدم.إي يو (الإنجليزية)